# Shakedown Street (canción)
«Shakedown Street» es una canción interpretada por la banda estadounidense Grateful Dead. Fue escrita por el letrista Robert Hunter y compuesta por el guitarrista Jerry García. Fue publicada como la tercera canción del álbum del mismo nombre en noviembre de 1978. Más tarde, la canción fue publicada en abril de 1979 como el segundo y último sencillo del álbum, junto con «France» como lado B, y en mayo de 1981 como el lado B del relanzamiento de sencillo de «Alabama Getaway». La canción se interpretó por primera vez en vivo el 31 de agosto de 1978, en el Red Rocks Amphitheatre, en Morrison, Colorado. La canción «From the Heart of Me» también se tocó por primera vez durante la presentación. Representa las razones de la decadencia urbana del centro de la ciudad.
El término “Shakedown Street” se usó más tarde de manera coloquial para describir el área fuera de los conciertos de Grateful Dead donde los vendedores vendían sus productos.

## Escritura y temática
Líricamente, «Shakedown Street» no tiene mucha historia que contar. El narrador está respondiendo al oyente que se ha quejado de que “este pueblo no tiene corazón”, “el lado soleado de la calle está oscuro” y “nada tiembla en Shakedown Street, solía ser el corazón de la ciudad”. El narrador sugiere la oscuridad podría ser porque es medianoche, y si el oyente “hurgara”, podría ver las cosas de manera diferente. El narrador continúa sugiriendo que el oyente vivía bajo una oscuridad que “crepitaba como una nube de trueno” tal vez porque “estuvo demasiado, demasiado rápido” y exageró su papel. Este intercambio podría interpretarse como una conversación sobre el Área de Haight-Ashbury de San Francisco durante y después del Verano del amor en 1969.
En el libro The Grateful Dead FAQ: All That's Left to Know About the Greatest Jam Band in History, Tony Sclafani la describió como “una canción melancólica sobre la alienación ambientada en un ritmo de baile de pasos altos”. Sclafani interpreta letras como “Maybe the dark is from your eyes” como una de las
observaciones más perspicaces sobre la depresión que cualquier artista haya hecho.

## Composición
La canción fue compuesta en un compás de 4
4 con un tempo de 110 pulsaciones por minuto y está escrita en la tonalidad de do mayor. Las voces van desde D4 a E5. «Shakedown Street» ha sido descrita por varios autores como una canción de música disco. Musicalmente, «Shakedown Street» es una de las muchas melodías para “levantarse y bailar” de Grateful Dead. Como resultado, era por lo general un espectáculo o segunda canción de apertura; al principio de su historia de actuación, fue incluso un encore. Las voces siempre fueron divertidas, con mucho “toma y daca” entre García—lanzando la línea “just don't tell me this town ain't got no heart” y luego “just gotta poke around”—y Bob Weir y Brent Mydland (o Vince Welnick, dependiendo del año en que se realizó) respondiendo.

## Grabación y producción
«Shakedown Street» fue producida por Lowell George, vocalista principal y guitarrista de Little Feat. La canción fue grabada y mezclada en el estudio de la banda, Club Front, en San Rafael, California. La grabación tuvo lugar entre el 31 de julio de 1978 y el 18 de agosto de 1978.

## Reconocimiento y recepción de la crítica
El álbum Shakedown Street recibió fuertes críticas por ser entrecortado y mal producido. Gary Tersch de Rolling Stone dijo que “parece un callejón sin salida artístico” y que “los tintes disco en este último simplemente se suman a la catástrofe”. El crítico de música moderna Stephen Erlewine atribuye las dificultades del álbum al uso inesperado de la música disco y al uso principal de Donna Jean Godchaux. Otro factor que contribuyó en gran medida a la mala organización del álbum fue que el productor primerizo Lowell George estaba en ese momento bajo presión con su banda Little Feat. Sin embargo, incluso a pesar de las dudas de los críticos sobre la capacidad de Lowell, el miembro de la banda Bill Kreutzmann declaró en una entrevista:

“Lowell era realmente como un miembro más de la banda. Si estábamos trabajando en una canción y él sentía que no iba bien, simplemente tomaba una guitarra y entraba al estudio y nos mostraba cómo lo sentía. Esa era una de las formas en que se comunicaba, y funcionó muy bien. Tenía una enorme cantidad de respeto por él.”

A pesar de las críticas generales del álbum, la canción «Shakedown Street» eventualmente tendría su propio éxito. «Shakedown Street» fue una de las tres canciones compuestas por Jerry García y Robert Hunter en el álbum que se agregaron al cancionero en vivo de la banda, y de vez en cuando era la canción de apertura de la banda. Cuando se presentaba en vivo, la banda tendía a extender el final de la canción con improvisaciones instrumentales. En vivo, también se tocó en un ritmo más lento de R&B que el rápido ritmo “disco” del álbum.
La canción fue incluida en el libro de Barry Barnes y Bob Trudeau, The Grateful Dead's 100 Essential Songs: The Music Never Stops. El autor Tony Sclafani calificó «Shakedown Street» como una de las mejores canciones de la banda, y dijo que su arreglo de música disco mejorado “complementa la melodía” y que “no está tan lejos de cómo The Dead la tocaba en vivo”. Sclafani elogió la forma en que García y Hunter unen la música con la letra, calificándolo como  “uno de los conceptos más inteligentes que la banda haya sacado”.

## Área de venta
Después del éxito de la canción, muchos seguidores de Grateful Dead, o Deadheads, usaron el nombre para las áreas de venta fuera de los conciertos de Grateful Dead durante los años 1980 y 1990. Estas áreas de venta eran un lugar para comprar mercancías, alimentos y, a menudo, artículos ilícitos.
En años más recientes, el festival de música y artes Bonnaroo ha utilizado el término para describir la larga franja de venta del concierto.

## Créditos y personal
Créditos adaptados desde las notas de álbum de Shakedown Street.
Grateful Dead
- Jerry Garcia – voz principal y coros, guitarra líder
- Donna Godchaux – coros
- Keith Godchaux – teclado
- Mickey Hart – batería, percusión
- Bill Kreutzmann – batería, percusión
- Phil Lesh – guitarra bajo
- Bob Weir – guitarra, coros